# Adam Christian Agricola
Adam Christian Agricola (24. prosince 1593 v Těšíně – 29. května 1645 v Královci) byl evangelický kazatel.
Byl původně luteránem, později se přiklonil ke kalvínství. Roku 1620 byl polním kazatelem markraběte Jana Jiřího Krnovského. Od roku 1629 působil jako dómský a dvorní kazatel v Berlíně. Od roku 1636 do své smrti působil jako dvorní kazatel v Královci.